# Bogantungan
Bogantungan is een plaats in de Australische deelstaat Queensland.